# Jan-Hein Kuijpers
Jan-Hein Kuijpers (Waalwijk, 27 oktober 1968) is een Nederlandse advocaat.

## Loopbaan
Kuijpers, wiens vader gemeentesecretaris was te Oss, bezocht de mavo, de havo en vervolgens het atheneum te Oss. Daarna ging hij in Tilburg rechten studeren. In 1996 studeerde hij af, met als specialisatie criminologie. Vervolgens begon hij als advocaat bij strafpleiter mr. Doedens te Utrecht die hij nog steeds als zijn leermeester beschouwt. Om Doedens te interesseren zijn patroon te worden, vroeg hij hem bij een zitting te Arnhem om zijn meegenomen wetboek te signeren. Kuijpers heeft toen het vak bij hem geleerd.
Na een mislukte poging om tot een maatschap te komen met de voormalige bekende strafpleiter mr. Paul Bovens te Utrecht besloot Kuijpers om voor zichzelf te beginnen. Samen met Arthur van der Biezen, ook een leerling van Doedens, heeft hij een eigen advocatenpraktijk opgericht. Aan deze samenwerking kwam in 2012 een einde. Kuijpers voerde de verdediging in diverse bekende zaken, zoals onder de supervisie van Doedens de zaak van Charles Zwolsman en de verdediging van een van de verdachten in de Puttense moordzaak.
Op 19 februari 2007 werd Jan-Hein Kuijpers de opvolger van Bram Moszkowicz als advocaat van Willem Holleeder. Hij werd hierin bijgestaan door advocate Renata Honig. Op 20 november 2008 verving Holleeder hem door de advocaten Chrisje Zuur en Stijn Franken.
Tijdens het Passage-proces inzake een aantal liquidaties in de Amsterdamse onderwereld treedt Kuijpers op als raadsman van Mohammed Rasnabe, ook bekend als Moppie.